# Ric Cartey
Ric Cartey, geboren als Whaley Thomas Cartey, (Atlanta, 18 januari 1937 - Palm Harbor, 5 augustus 2009) was een Amerikaanse rockabillymuzikant en songwriter.

## Carrière
Tijdens de jaren 1950 begon hij zijn carrière als muzikant met de Jiva-Tones, waarmee hij ook zijn eerste opnamen maakte voor Stars Records van Bill Lowery. Met Oooh-Eee / Young Love verscheen aan het eind van 1956 Cartey's eerste single en ofschoon Lowery in de A-kant geloofde, was het de door Cartey en zijn toenmalige vriendin Carole Joyner geschreven B-kant, die opzien baarde. Ken Nelson van Capitol Records gaf de song aan Sonny James, die Young Love nieuw gearrangeerd opnam en daarmee een nummer 1-countryhit scoorde. Er volgden coverversies van Tab Hunter, The Crew Cuts, Lesley Gore, Connie Smith en Nat Stuckey, Donny Osmond en Ray Stevens tijdens de daaropvolgende jaren, die steeds weer de hitlijst haalden.
Cartey zelf werd door Steve Sholes uitgekocht bij Stars Records en voor RCA Victor gecontracteerd. RCA Victor bracht Cartey's versie opnieuw uit om eveneens profijt te halen uit het succes. Doch net als bij Cartey's volgende rockabilly-publicaties werd de hitlijst niet meer bereikt. In 1957 verscheen Cartey's tweede single Heart Throb / I Wancha to Know, echter zonder succes. De A-kant was oorspronkelijk door Tommy Spurlin, een rockabillymuzikant uit Miami, geschreven en opgenomen, terwijl Cartey's derde single Born to Love One Woman als origineel afkomstig was van Bob Johnston. Toen het succes echter stokte, liet RCA Victor hem vallen als een baksteen.
In 1958 was Cartey terug in Atlanta en belandde bij NRC Records, het nieuwe label van Bill Lowery, waar hij Scratching On My Screen / My Heart Belongs to You opnam, met Jerry Reed en Joe South aan de gitaren. Scratching On My Screen was iets gebaseerd op de oude countryblues Diggin' My Potatoes en wordt algemeen als Cartey's beste werk gezien. De song beantwoordde met echo en slapping bas aan het typische rockabillyschema. Er volgden platen voor ABC Paramount Records en El-Rico Records, maar Cartey kon zich niet meer als zanger waarmaken. Tijdens de daaropvolgende jaren werkte hij samen met Lowery en nam uiteindelijk diens artiesten-agentschap over. Cartey woonde tot in de vroege jaren 1990 in Atlanta, maar verhuisde daarna naar Florida.

## Overlijden
Ric Cartey overleed in augustus 2009 op 72-jarige leeftijd in Palm Harbor, Florida.

## Discografie
Stars
- 1956 Oooh-Eee / Young Love

RCA Victor
- 1956 Oooh-Eee / Young Love
- 1957 Heart Throb / I Wancha to Know
- 1957 Born to Love One Woman / Let Me Tell You About Love
- 1957 Mellow Down Easy / My Babe

NRC
- 1958 Scratching On My Screen / My Heart Belongs to You

ABC Paramount Records
- 1963 Poor Me / Something In My Eye

Niet gepubliceerd
RCA Victor
- 1957 Crying Goodbye 	RCA Victor

- Gemeinsame Normdatei: 134344367
- International Standard Name Identifier: 0000 0000 4467 936X
- Library of Congress Control Number: no2003036466
- MusicBrainz: d695e427-8c64-47c0-a69b-3cbab1ce15c7
- Virtual International Authority File: 138145970032232250626